# Ковальчук Анатолій Пилипович
Анатолій Пилипович Ковальчук (нар. 4 травня 1962, с. Сиваківці Липовецького району Вінницької області) — український лікар-онколог.

## Біографічні відомості
Народився 4 травня 1962 у селі Сиваківці (нині — Турбівська селищна громада Вінницької області). Тут пройшли роки дитинства та юності. Закінчив восьмирічну школу з похвальною грамотою та продовжив навчання у Турбівській середній школі. Після закінчення школи вступив до Вінницького медичного інституту. Хірургічну практику розпочав у Вінницькому обласному клінічному онкологічному диспансері, де пізніше очолив хірургічне відділення. 
Має ступінь кандидата медичних наук. Доцент кафедри онкології Вінницького національного медичного університету імені М. І. Пирогова. Депутат Вінницької обласної ради.